# Розівка (Криворізький район)
Ро́зівка — село в Україні, в Криворізькому районі Дніпропетровської області. Входить до складу Карпівської сільської громади. 
До 2017 року орган місцевого самоврядування — Миколаївська селищна рада. Населення — 187 мешканців.

## Географія
Село Розівка знаходиться на лівому березі річки Вербова, вище за течією на відстані 6 км розташоване село Явдотівка. На відстані 3,5 км розташоване село Плугатар.

## Населення

### Мова
Розподіл населення за рідною мовою за даними перепису 2001 року:
| Мова            | Відсоток |
| --------------- | -------- |
| українська      | 93 %     |
| російська       | 4,3 %    |
| молдовська      | 1,1 %    |
| вірменська      | 1,1 %    |
| інші/не вказали | 0,5 %    |

## Інтернет-посилання
- Погода в селі Розівка [Архівовано 21 грудня 2011 у Wayback Machine.]

1. ↑  Рідні мови в об'єднаних територіальних громадах України — Український центр суспільних даних